# Luis Rey
Luis Gabriel Rey Mejía (ur. 14 września 2002 w Santa Rosalía de Camargo) – meksykański piłkarz występujący na pozycji środkowego obrońcy, od 2024 roku zawodnik Guadalajary.